# Parafia Nawiedzenia Najświętszej Maryi Panny w Skomielnej Czarnej
Parafia Nawiedzenia Najświętszej Maryi Panny w Skomielnej Czarnej – rzymskokatolicka parafia terytorialnie i administracyjnie należąca do dekanatu jordanowskiego archidiecezji krakowskiej.
Parafia prowadzona jest przez Zakon Braci Mniejszych Kapucynów. Kapucyni na terenie parafii posiadają Dom Rekolekcyjny Świętego Ojca Pio, a także prowadzą parafialne „Radio AIN KARIM”.
W Skomielnie Czarnej znajduje się XVIII-wieczna kaplica dworska, która do czasu wybudowania nowego kościoła w 1960, pełniła funkcje kościoła parafialnego.